# Marcelo Pereira
Marcelo Antonio Pereira Rodríguez (ur. 27 maja 1995 w Tegucigalpie) – honduraski piłkarz występujący na pozycji środkowego obrońcy, reprezentant Hondurasu, od 2014 roku zawodnik Motagui.